# Venom (band)
Venom is een invloedrijke metalband uit Engeland gevormd in 1979. Ze zijn de voornaamste pionier in het black metalgenre en hebben directe invloed gehad op het ontstaan van speedmetal, thrashmetal en deathmetal.
Naast de op dat moment groeiende New wave of British heavy metal in Groot-Brittannië zoekt Venom zijn inspiratie in meerdere hoeken om tot een extremer en duisterder resultaat te komen. Hoewel hun muziek in de basis gebaseerd is op seventies (hard)rock/metalacts als Judas Priest en Kiss, ontstaat door een kruisbestuiving met de snelheid van bands als Motörhead, de ruigheid van de punk en het duistere imago van de vroege Black Sabbath, een voorloper van de thrashmetal zoals deze zich binnen enkele jaren zou ontwikkelen door bands als Metallica en Slayer.
Venom wordt tot black metal gerekend vanwege teksten die gaan over satanisme, hel en andere "zwarte" onderwerpen en schellere vocals. Hun eerste twee albums, Welcome to Hell en Black Metal gaven de aanzet tot black metal. Overigens is de band zelf niet antichristelijk ondanks de antichristelijke teksten; daarom zou men hun muziek ook kunnen definiëren als shockrock.
Conrad Lant (Cronos) heeft in een interview ook aangegeven dat zijn verheerlijking van kwaadaardigheid en satanisme voortkwamen uit een wens om Ozzy Osbourne van Black Sabbath zowel tekstueel als qua imago te overtreffen. Ozzy, die volgens Lant een goed sfeertje neerzette door te zingen over duistere figuren en entiteiten maar vervolgens alles verpestte door ”Oh, no, no, please, God, help me” te roepen.

## Beginjaren (1978-1981)
Venom is van oorsprong ontstaan uit drie verschillende bands: Guillotine, Oberon en Dwarf Star.
De oorspronkelijke bezetting van Guillotine bestond uit Jeffrey Dunn en Dave Rutherford op gitaar, Dean Hewitt op bas, Dave Blackman op zang en Chris Mercaters op drums. Blackman en Mercater werden vervangen door drummer Anthony Bray en zanger Clive Archer van Oberon. Kort daarna werd Dean Hewitt vervangen door Alan Winston op bas. Ongeveer op dat moment ontstond Venom. In de late herfst van 1979 verving Conrad Lant, van de band Dwarf Star, Dave Rutherford om vervolgens de bas ter hand te nemen na het vertrek van Alan Winston. De voornaamste invloeden van de band op dat moment waren Black Sabbath, Judas Priest, Motörhead en Kiss.
Vanwege Venoms satanische en duistere teksten werd besloten artiestennamen aan te nemen. Archer werd 'Jesus Christ', Lant 'Mr. Cronos', Bray 'Tony Abaddon' en Dunn 'Jeff Mantas'.
In april 1980 nam de band drie nummers op ("Angel Dust", "Raise the Dead" en "Red Light Fever") en aansluitend nog zes nummers met een budget van £50, waarbij Lant (Cronos) de zang op zich nam in het nummer "Live Like an Angel". Na deze opnames verliet Archer de band en werd Cronos de leadzanger. Hiermee ontstond het klassieke trio waarmee Venom wereldfaam vergaarde.

## Klassieke bezetting en hoogtijdagen (1981-1984)
De eerst uitgebrachte single van Venom was "In League with Satan"/"Live Like an Angel" in 1981 op Neat Records. Later dat jaar gevolgd door het debuutalbum Welcome to Hell.
Wegens Cronos’ verleden als gitarist besloot hij zijn basgitaar op een gitaarversterker aan te sluiten en te vervormen waardoor hij zijn eigen geluid creëerde, later omgedoopt tot bulldozer bass. Ondanks de ruwe opnames en vaak dubieuze muzikaliteit van de groep, wordt Welcome to Hell gezien als keerpunt in de extreme metal en zeer vernieuwend in 1981. Venom was ruwer en sneller dan hun tijdgenoten. En ook al was het onderwerp satanisme niet vreemd meer in rock en metal, bij niemand was het zo prominent aanwezig als bij Venom.
Het tweede album, Black Metal (1982) wordt beschouwd als de meest voorname invloed op het ontstaan van black metal, thrashmetal, death metal en andere subgenres welke behoren tot de extreme metal tak. Ondanks hun groeiende invloed, verkochten de eerste twee Venom albums niet zo goed op het moment van verschijnen. Venom werd door de schrijvende pers nog te vaak aangeduid als een ‘trio hansworsten’ in tegenstelling tot landgenoten met een commerciëler succes als Def Leppard en Iron Maiden.
In een poging als muzikanten serieus te worden genomen, nam Venom in 1984 het album At War With Satan op, met hierop het 20 minuten durende titelnummer dat stilistischer meer invloeden had dan tevoren. De B-kant van het album werd gevuld met korte heftige nummers waarmee Venom al bekendstond.

## Uiteenval 1985-1987
Na de verschijning van het zeer matig ontvangen album Possessed verliet gitarist Mantas de groep. De gitaristen Mike Hickey (later toergitarist bij de band Carcass op de tournee Heartwork in 1994) en Jim Clare werden ingehuurd ter vervanging van Mantas. Het album Calm Before the Storm verscheen in 1987 en liet een tekstuele verandering zien richting de fantasy. Het album werd nog slechter ontvangen dan Possessed, met als gevolg dat de gehele band, op drummer Abaddon na, opstapte.

## Tony 'Demolition Man' Dolan 1988-1992
Met behulp van oude onuitgebrachte demo's wist Abaddon een nieuw platencontract te verkrijgen bij Music for Nations. Ook overtuigde hij gitarist Mantas terug te keren en vulde de formatie aan met slaggitarist Al Barnes en de van Atomkraft afkomstige zanger-bassist Tony Dolan. Het nieuwe viertal bracht in 1989 het album Prime Evil op dat door velen wordt beschouwd als beste Venom-album sinds Black Metal ondanks de modernere productie en andere vocals van Tony Dolan. Aansluitend werden nog de ep Tear Your Soul Apart en de albums Temples of Ice en The Waste Lands uitgebracht. Barnes was op het laatste album inmiddels vervangen door Steve White, maar na tegenvallend succes van het laatste album wilde Music For Nations geen materiaal meer uitbrengen en hield Venom op te bestaan.

## Reünie en leegloop 1995-2002
In 1995 werd Venom heropgericht in de klassieke bezetting met Abaddon, Cronos en Mantas. De band gaf succesvolle optredens als headliner op festivals en bracht een ep uit met heropnames en één nieuw nummer ('The Evil One'). In 1997 bracht het trio Cast in Stone uit, het eerste full-lengthalbum in de klassieke samenstelling sinds Possessed. Al in 1999 verliet Abaddon de groep om te worden vervangen door Cronos' broer Antton Lant en in 2002 verliet ook Mantas de groep. Zodat in tegenstelling tot de Tony Dolan jaren het nu juist Cronos was die als enige de naam Venom voortzette.

## Cronos & nieuwe bandleden 2002-
Met de terugkerende Mike Hickey (zie het Calm Before The Storm album) op gitaar brachten de broeders Lant het album Metal Black uit. Hickey werd vervangen door gitarist La Rage in 2007 en bracht de groep het album Hell uit. Antton Lant verliet hierop de groep, werd vervangen door drummer Danny "Dante" Needham en de groep bracht Fallen Angels uit. In 2015 bracht de groep in dezelfde bezetting het album From The Very Depths uit.

## Venom Inc.
In 2015 werd voor het Keep It True festival in Duitsland de formatie Mpire Of Evil geboekt die een 'very special guest' meenamen. Mpire Of Evil bestond uit de ex-Venom leden Jeff Dunn (Mantas) en Tony "Demolition Man" Dolan. De speciale gast bleek Tony Bray (Abaddon) te zijn en voor de tweede helft van hun set werd de band omgedoopt naar Venom Inc. In 2017 bracht Venom Inc. het eerste album 'Avé' uit, welke lovend werd ontvangen. De band toerde over de hele wereld en trad in 3 jaar meer dan 400 keer op. In 2018 werd duidelijk dat het wederom rommelde; Abaddon toerde niet mee in Europa, Jeramie Kling (The Absence) werd zijn vervanger. Bray voelt zich aan de kant gezet maar in interviews met Tony Dolan en Jeff Dunn wordt duidelijk dat het aandeel van Bray in de band minimaal was en dat zijn ingeleverde drumpartijen voor Avé door de platenmaatschappij waren geweigerd. Op tour in de USA werd ook duidelijk dat Bray zich minimaal had voorbereid en de moeite niet of nauwelijks had genomen om de nieuwe nummers van Avé te leren.
Bray zet zijn eigen band Abaddon voort, dat de extensie UK moet voeren om verwarring met andere bands te voorkomen. De band krijgt geen voet aan de grond en treedt alleen lokaal (Newcastle) op.
Venom Inc. rekruteerde Jeramie Kling ten tweede male voor de tour in de tweede helft van 2018, trad in 2019 op meerdere toonaangevende festivals op en werkt in deze line-up aan de opvolger van Avé.

## Invloed op de metalscene
Met name de albums 'Welcome To Hell', 'Black Metal' en de singles die Venom in de eerste jaren van hun carrière uitbrachten zijn van directe invloed geweest op het ontstaan van diverse genres in de extreme metal. De thrashmetal via ‘The Big four’, zijnde Metallica, Anthrax, Slayer en Megadeth. De black metal, via bands als Bathory en Hellhammer. En de death metal via Mantas (later omgedoopt tot Death), Master en Possessed.

## Bandleden

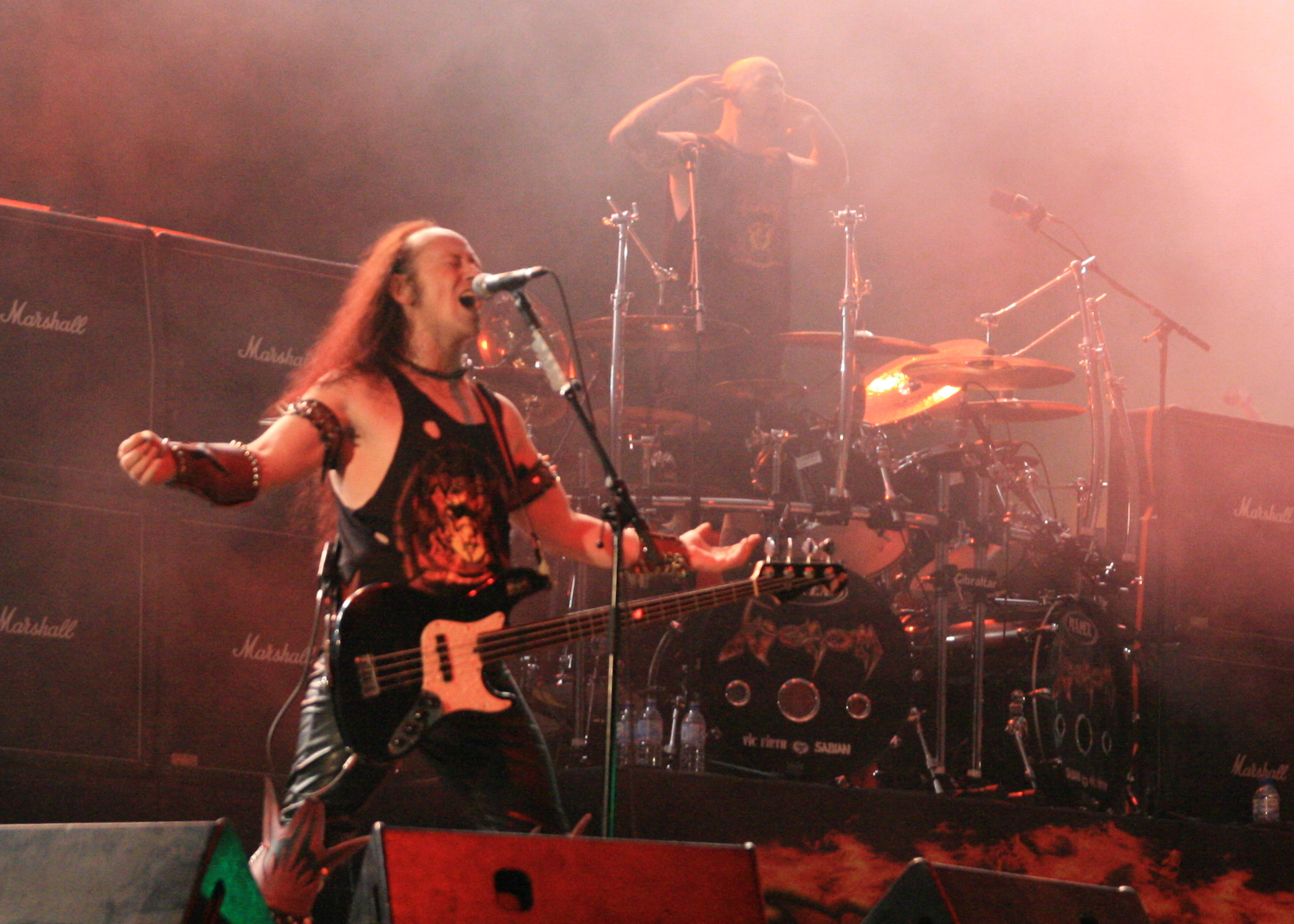
Venom tijdens een liveoptreden op Hellfest in 2008

### Klassieke bezetting
De band is het bekendst als trio, met de volgende bandleden:
- Conrad Lant (Cronos): zanger en bassist
- Jeff Dunn (Mantas): gitarist
- Tony Bray (Abaddon): drummer

(Cronos speelde in 1979 nog gitaar, maar was de zanger en bassist in 1979-1987, 1995-2002 en 2005-heden)

(Mantas was gitarist in 1979-1985, 1989-1992 en 1995-2002)

(Abaddon was drummer in 1979-1992 en 1995-1999)

### Huidige bezetting
De Huidige bezetting van Venom bestaat naast Cronos uit:
- John "La Rage" Dixon – gitaar (2007–heden)
- Danny "Danté" Needham – drums (2009–heden)

### Overige leden
Overige bandleden die in Venom gespeeld hebben:
- Clive "Jesus Christ" Archer – zang (1979–1980)
- Alan Winston - basgitaar (1979)
- Mike "Mykvs" Hickey – gitaar (1987 en 2005–2007)
- Jimmy Clare – gitaar (1987)
- Tony "Demolition Man" Dolan – zang, basgitaar (1988–1992)
- Alastair " "War Machine" Barnes – gitaar (1988–1991)

(ook bekend als "Al Barnes" en "Big Al")
- V.X.S. - Keyboard (1991-1992)
- Steve "War Maniac" White – gitaar (1992)
- Antony "Antton" Lant – drums (2000–2009)[5]

(Antton is de broer van Cronos)
Live bandleden:
- Les Cheetham - Gitaar (US tour 1985)
- Dave Irwin - Gitaar (US tour 1985)

## Discografie
- Welcome to Hell (1981)
- Black Metal (1982)
- At War With Satan (1984)
- Possessed (1985)
- American Assault (ep; 1985)
- Canadian Assault (ep; 1985)
- From Hell to the Unknown (Compilatie) (1985)
- French Assault (ep; 1986)
- The Singles 1980-1986 (1986)
- Calm Before the Storm (1987)
- Eine Kleine Nachtmusik (1987)
- Prime Evil (1989)
- Tear Your Soul Apart (ep; )
- Acid Queen (1991)
- Temples of Ice (1991)
- The Book Of Armageddon (Best Of) (1992)
- The Waste Lands (1992)
- Kissing the Beast (1993)
- Skeletons in the Closet (1993)
- Old, New, Borrowed and Blue (1994)
- Venom '96 (1996)
- Cast in Stone (1997)
- Resurrection (2000)
- The Court Of Death (2000)
- Bitten (2002)
- Witching Hour (2003)
- Seven Gates of Hell, the (2003) (Singles 1980-1985)
- Metal Black (2006)
- Hell (2008)
- Fallen Angels (2011)
- From the Very Depths (2015)
- Storm the Gates (2018)